# 显著琼娜蟹
显著琼娜蟹（学名：Jonas distincta）为盔蟹科琼娜蟹属的动物。分布于日本以及中国大陆的广东等地，生活环境为海水，常见于水深30-90米处的沙质或泥沙质底部。